# Zanoni

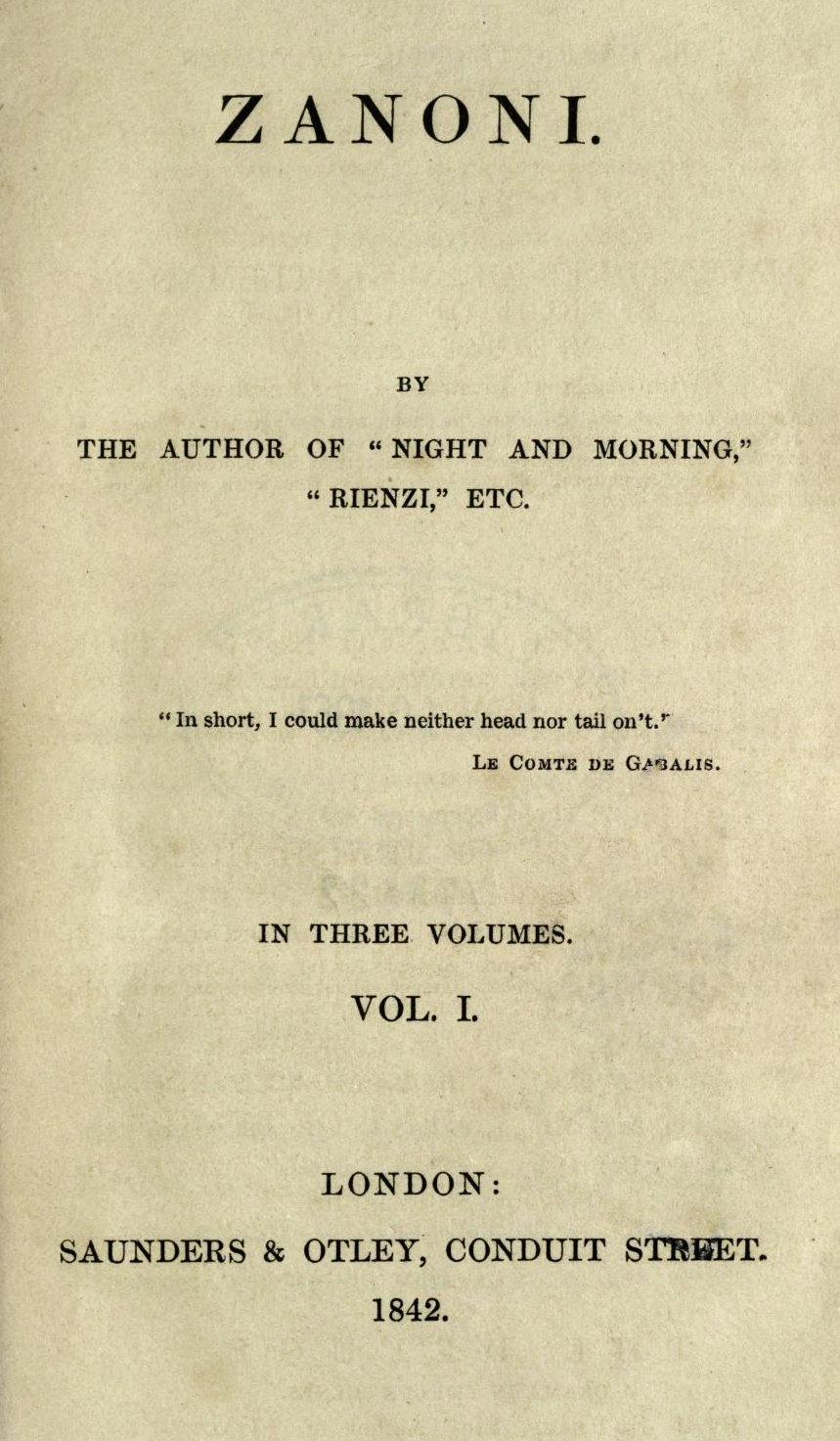
Zanoni

Zanoni é o título do mais famoso romance ocultista do escritor inglês Edward Bulwer-Lytton (1803-1873).
A narrativa se passa em Nápoles e tem por protagonistas o Conde Zanoni, a cantora de ópera Viola Pisani, o aprendiz de pintor Clarêncio Glyndon e Mejnour. O livro tem como pano de fundo os princípios da Ordem Rosa-cruz, tratando metaforicamente da alma e da busca pelo ideal.
Zanoni, um homem com elevado grau de consciência por ser imortal, cai e perde seus poderes por se apaixonar pela cantora de ópera Viola Pisani. O livro foi traduzido pela primeira vez para o português por volta de 1930 (Editora Pensamento), por Francisco Valdomiro Lorenz, ilustre estudioso de Esperanto e poliglota que nasceu na República Tcheca em 1872 e radicou-se no Brasil, na pequena cidade de São Feliciano, RS, agora chamada Dom Feliciano . Em 1997, o livro já havia sido impresso em 8 edições, podendo ser encontrado ainda hoje nas livrarias, especialmente aquelas dedicadas a literatura espírita ou esotérica. Curiosamente, é um dos raros exemplos em que o tradutor, não se conformando com o final trágico da estória, resolve dar-lhe continuidade, escrevendo "O Filho de Zanoni", também publicado pela mesma editora, procurando preservar o estilo do original, com grande sucesso e que também pode ser encontrado nas livrarias, mesmo depois de 55 anos da morte do autor/tradutor.  (fonte: Uma Obra com Vida - autor: Waldomiro Lorenz (filho) - Direitos reservados ao Círculo Esotérico do Pensamento em 2000, impresso pela Editora Parma - São Paulo - 2000).
Uma das edições mais lidas e bem aceitas da obra em Língua Portuguesa é a da Antiga e Mística Ordem Rosae Crucis - AMORC, sob o título de "Zanoni ou A Sabedoria dos Rosacruzes". Segundo a Ordem Rosacruz, AMORC, "Esta é a obra mais clássica de toda a literatura Rosacruz e ocultista. Lançada no final do séc XIX, este romance traduz perfeitamente os conflitos e escolhas do neófito na sua busca espiritual, bem como a angústia do Mestre ante o sacrifício que sua missão requer. Não apenas uma obra literária, mas um "portal" para as verdades superiores, para todos aqueles que souberem descobrir as gemas preciosas que o autor colocou neste extraordinário trabalho." 

## Edições
- 2009 - Zanoni - Sir Edward Bulwer-Lytton - (Edições Zéfiro) ISBN 978-972-8958-89-3
- 2008 - Zanoni ou A Sabedoria dos Rosacruzes - Sir Edward Bulwer-Lytton - (Diffusion Rosicrucienne & AMORC-GLP) ISBN 978-85-317-0162-7